# ويل هينري أوغيلفي
ويل هينري أوغيلفي (21 أغسطس 1869 – 30 يناير 1963) كان شاعرًا وفارسًا وراعيًا أستراليًا من أصل اسكتلندي. وصف بكونه هادئ الكلام وجميل الشكل ومتوسط الطول، له شارب فاتح اللون وبشرة حمراء. عرف أيضًا باسم ويل أوغيلفي، واستخدم أسماء مستعارة مثل غلينروان» و«سوينغل-بار»، واعتمد أيضًا الأحرف الأولى من اسمه، «دبيلو إتش أوه».
كان أوغيلفي فردًا من شعراء الأدغال الأستراليين، مع بانجو باترسون (1864-1941) وهنري لوسون (1867-1922). كانت قصيدته «النساء الشقراوات والأحصنة الرمادية» (1896) الثانية في المرتبة بعد «الرجل من النهر الثلجي» (1895) لبانجو باترسون. في استفتاء قراء عام 1914، حل في المرتبة السابعة من بين الشعراء الأستراليين الأكثر تفضيلًا، في قائمة ضمت 12 شاعرًا.
حمل لقب «الشاعر الريفي للمناطق النائية المشهور له في كل أنحاء أستراليا» بكتابته أكثر من 100 قصيدة منها «ليلة اسكتلندية»، «الأسترالي»، «بلاد الصيف»، «ملوك الأرض»، و«قصة قراصنة الحدود».

## حياته الشخصية
ولد أوغيلفي في هولفيلد، بالقرب من كيلسو في بوردرز، اسكتلندا في 21 أغسطس 1869 لجورج أوغيلفي وأغنس كريستي، وهو الطفل الثاني بين ثمانية أبناء. عمل جورج في زراعة أراضي إيرل دالكيث في ممتلكات بوكلوتش. أغنس، التي كانت يتيمة من أيام عصيان الهند في كانبور، كانت عازفة بيانو موهوبة. من بين الأطفال الثمانية: زوي (مواليد 1867)، وجورج (مواليد 1872)، ووينيفريد (مواليد 1873)، وتوم (مواليد 1875)، وإريك (مواليد 1876)، وكيت (مواليد 1879)، وجلاديس (مواليد 1884). كان ويليام الوحيد الذي تزوج بينهم.
تلقى أوغيلفي تعليمه في مدرسة كيلسو الثانوية لمدة فصلين دراسيين كتلميذ مقيم أسبوعي، وتلقى بعض الدروس في يوركشاير، قبل التحاقه بكلية فيتيس، إدنبرة، حيث تألق كلاعب جري وفي لعبة الرغبي.
بعد إتمامه العشرين من عمره، سافر من اسكتلندا إلى أستراليا على متن السفينة آركاديا لمدة أربعة أسابيع، عبر قناة السويس، ووصل إلى سيدني في 1 نوفمبر 1889. خلال الفترة التي قضاها في أستراليا، عمل في مزارع الأغنام في شمال غرب ولاية نيو ساوث ويلز، جنوب شرق جنوب أستراليا، ووسط نيو ساوث ويلز، حيث اكتسب خبرة في ركوب الخيل، وكسب سمعة كواحد من أفضل شعراء الأدغال في أستراليا.
بعد إقامته لمدة أحد عشر عامًا في القارة الأسترالية، في 3 فبراير 1901، عند بلوغه سن الحادية والثلاثين، توجه الشاعر والراعي إلى سيدني حيث ركب السفينة إس إس بيرسيك المتجهة عبر كيب تاون إلى ليفربول، إنجلترا. عاد أوغيلفي إلى اسكتلندا واستقر في إدنبرة ليصبح صحفيًا مستقلًا. بين عامي 1905 و1908، شغل منصب أستاذ في الصحافة الزراعية في كلية ولاية آيوا، الولايات المتحدة الأمريكية. مع ذلك، لم تكن حياة المزارع الأمريكية تحمل جاذبية مثل تلك الموجودة في نظيرتها الأسترالية. 
في عام 1908، عاد إلى اسكتلندا مرة أخرى وتزوج كاثرين مارغريت «مادج» سكوت أندرسون (1879 - 25 يونيو 1965)، ابنة توم سكوت أندرسون ونسل الدكتور ألكسندر أندرسون الذي شارك في الرحلة الأخيرة للمستكشف مونغو بارك والتي لقي فيها مصرعه. أنجب ويل ومادج طفلين، مارغريت ديلورين «ويندي» أوغيلفي (1909-2003)، وجورج توماس أندرسون أوغيلفي (1912-1995)، عندما عاشا في «برندينلاوز» في قرية بودن.
ظلت أستراليا تحمل مكانة خاصة لدى الشاعر، وحمل سوطًا صنعه ألكساندر باتون عليه مسامير فضية على المقبض تهجئ الإسم «دبليو إتش أوه»، وكان يصنع خبزًا خاصًا بضيوفه الزائرين. تذكر أستراليا أيضًا أوغيلفي من خلال المراسلات المستمرة على مر السنين، بما في ذلك رسائل الأطفال المدرسيين الذين تمنوا له عيد ميلاد سعيد بمناسبة بلوغه عامه السبعين.
خلال الحرب العالمية الأولى، بقي أوغيلفي في بريطانيا، وكان مسؤولًا عن تدريب الخيول الكندية للخدمة العسكرية في فرع إعادة تجهيز الجيش في ويلتشير، إنجلترا. عين الشاعر الأسترالي آر. بي. «بانجو» باترسون في خدمة إعادة التجهيز الأسترالية في عام 1915، وارتقى ليصبح المسؤول عنها في القاهرة، مصر.
في عام 1918، استأجر ثم اشترى منزل الكاهن الكنيسة البروتستانتية «كيركلي» في أشكيرك، سيلكيركشاير، اسكتلندا. في بداية الحرب العالمية الثانية، أدى أوغيلفي، وهو في سن 71 عامًا، واجبات حارس الدفاع المدني في سيلكيرك. واصل العيش في كيركلي حتى وفاته في سن 93 عامًا في عام 1963، تلاه وفاة زوجته مادج في عام 1965. نثر رماده على طريق التل المؤدي إلى روبرتون، اسكتلندا، إلى جانب أوراق شجرة الأكاسيا الأسترالية.
كتب ابنه جورج سيرة ذاتية بعنوان «شاعر الحدود والأدغال» في عام 1994.

## التأثيرات
صرّح الشاعر مرارًا بتأثير الشاعر الأسترالي آدم ليندساي غوردون (1833-1870):
ليندساي غوردون! من أقصى الشمال
جنوبًا حتى أوتواي يحبه الناس ويعرفونه
الأغصان التي تظلل والغبار الذي يزين
حصانه وفارسه - أليسوا منا؟
وكل راعٍ برونزي محروق البشرة في الشرق،
وكل حفار في مناجم الغرب،
تعلموا منه صفحة طروبةٍ واحدةٍ على الأقل،
وأحبوها من أجل القلب الذي يتجاوز الكلمات.
التحق بمدرسة وايت-ميلفيل، التي استمد اسمها من الروائي والشاعر الاسكتلندي جورج جون وايت-ميلفيل (1821-1878)، وهو أمر واضح في قصيدين بنفس الاسم في أعماله «أحذية الجري» (1922)، و«القرمزي المتناثر» (1923).
كتب أوغيلفي شعرًا غنائيًا ورومانسيًا تميز بأسلوبه الشعري القصصي، مع وصف معبر لحياة الأدغال الأسترالية وشخصياتها. كتب ويل، كما كان يطلق عليه، الكثير من الأعمال حول المواضيع الإنجليزية والاسكتلندية، وضمنت أعماله في مجموعات الشعر الإنجليزي والاسكتلندي. نشرت كل أعماله في الأصل في أستراليا، إذ ارتبطت بها على نحو وثيق. قبل طبع أعماله في الكتب، كانت العديد من الأعمال في الصحف تحت اسمه المستعار «غلينروان» وأيضًا «سوينغل بار». أشار إلى اختياره اسم «غلينروان» نسبةً لبلدة غلينروان في فيكتوريا التي مر بها في طريقه إلى محطة غانينغبلاند بالقرب من باركس، نيو ساوث ويلز في عام 1894 حينما كان يعمل عاملًا متنقلًا. إلا أنه بدأ استخدام ذلك الاسم المستعار بالفعل في أبريل 1893.اقتبس اسم «سوينغل بار» من القضيب الخشبي الموجود بين خيول الجر الخفيف والعربة، ذلك الذي يحافظ على فصل السلاسل. كتب في أستراليا تحت أسماء «فريلانس» و«المساعد الرابع» وفي اسكتلندا باسم «قاطع الطريق».
شهدت أستراليا الشرقية نتيجة بعض الأحداث تأثيرًا على جودة الحياة في «البلد المحظوظ» خلال العقد الأخير من القرن التاسع عشر:
- إضراب قارعي الصوف الأسترالي في عام 1891 (مع استمرار المشاكل حتى عام 1894، حتى على بيلالي، العقار الذي عمل فيه أوغيلفي).[17][18]
- أزمة البنوك الأسترالية في عام 1893 (حيث أصبحت الأوراق النقدية من البنوك المنهارة بلا قيمة).
- الجفاف الفيدرالي (بين عامي 1896 و1902). نتيجة للجفاف، خضعت العقارات مثل بيلالي لعملية إفراغ الماشية في عام 1899.[19]

استطاع أوغيلفي التقاط جوهر الجفاف في كلماته، التي تجسدت في قصائده مثل «المجرم» (لتجميع الماشية في معسكرات الانتقاء في المزارع الغربية المنكوبة بالجفاف)، و«حصتن الحمولة» (لكن الجفاف سلب قوتي)، و«ثور الفريق» (قد أحاط الجفاف الكالح الأرض الغربية)، و«خلف بورك» (هناك حيث تشتعل نيران الجحيم).